# Saaremaa Museum
Het Saaremaa Museum is een museum op het Estse eiland Saaremaa. Het omvat:

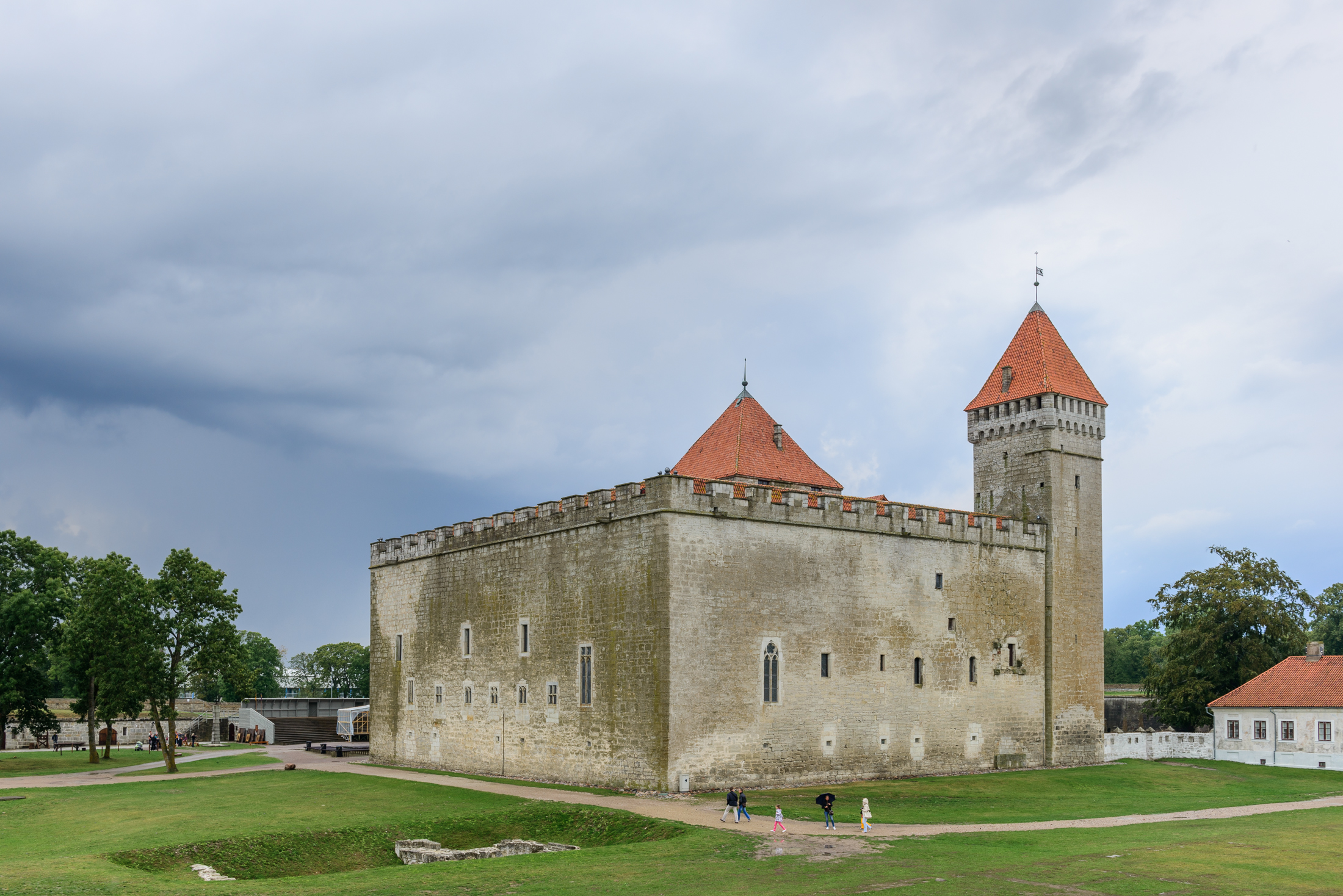
Kasteel Kuressaare

- Kasteel Kuressaare, een middeleeuws kasteel
- Aavik-museum, een museumwoning gewijd aan taalkundige Johannes Aavik en organist Joosep Aavik
- Mihkli boerderijmuseum, een museum in een 18e-eeuwse boerderij